# 소프랜드

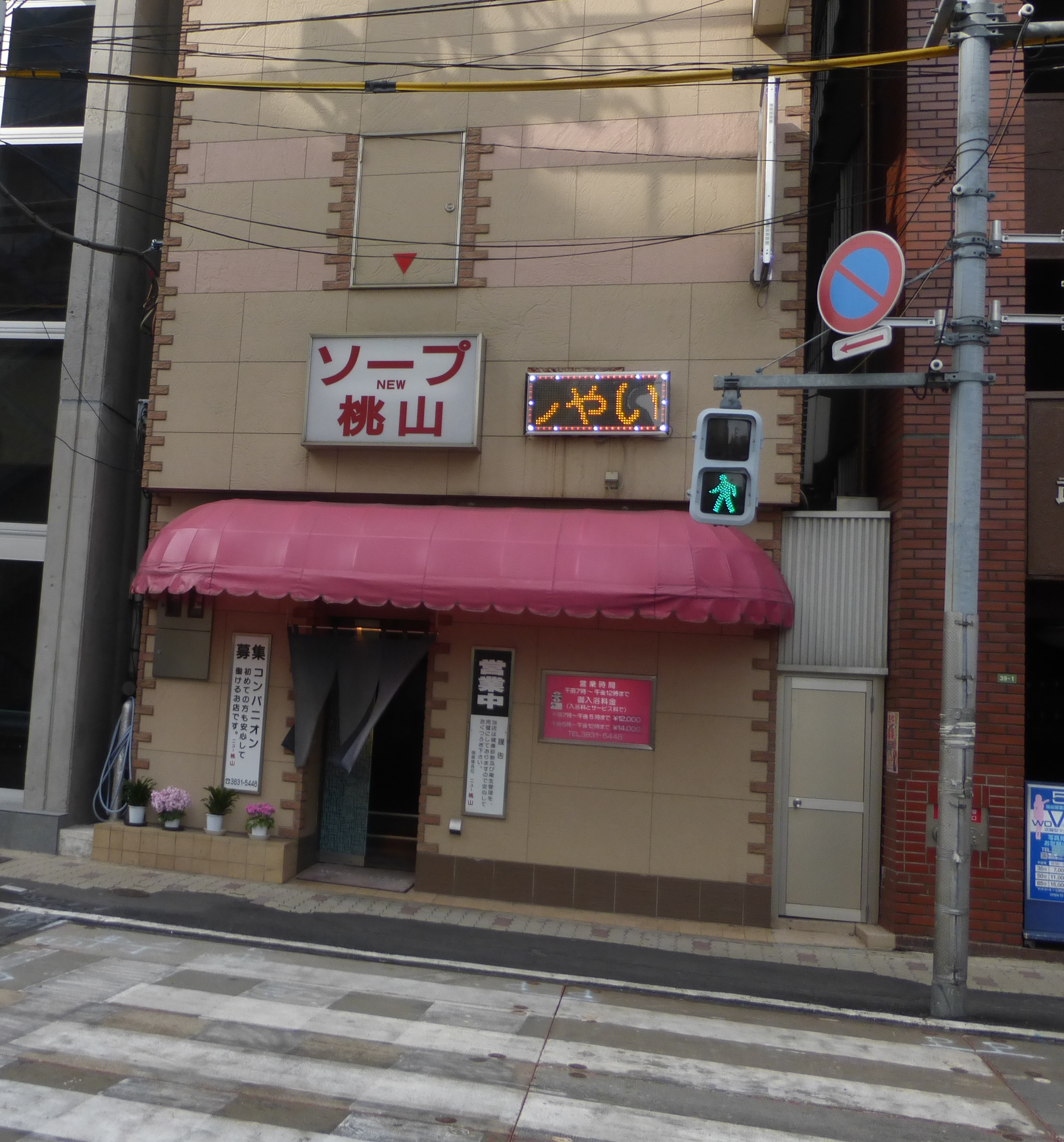

소프랜드(Soapland, 일본어: ソープランド 소푸란도[*]) 또는 증기탕(蒸氣湯, Steam bath)은 성매매 형태의 하나로 주로 남성 고객이 윤락 여성을 목욕 동반자로 지정하여 목욕을 하며 마사지를 받고 성관계를 맺는 것을 말한다. 여성이 알몸으로 남성의 몸을 타며 애무를 해주는 것으로 알려져 있다. 일본에서 처음 시작하였으며 1996년 한국의 호텔을 중심으로 약 116개 업소가 성행했다.
현재 대한민국에서는 성매매 특별법에 따라 증기탕은 불법이다. 소수이나 여성을 대상으로 하는 증기탕도 있다.

## 명칭에 대한 오해
과거에는 이러한 형태의 성매매 업소를 터키탕(일본어: トルコ風呂 토루코부로[*], Turkish Bath)이라고도 불렀으나 이는 순수하게 일본에서 튀르키예 목욕 문화를 오해한 데에서 비롯된 것으로 실제 튀르키예(터키)에는 이러한 형태의 증기탕이 존재하지 않는다. (참고로 튀르키예에는 하맘이라는 전통적인 목욕탕이 있다.) 일본에서 이곳이 튀르키예탕으로 불리게 된 것 이유는 여러 가지 설이 존재한다.
결국 일본 정부는 1984년에 주일본 튀르키예 대사관과 일본 주재 튀르키예 출신 외교관들의 항의 서한을 받고 소프랜드(일본어: ソープランド, Soapland)로 변경하였다. 대한민국도 일본으로부터 이러한 문화를 그대로 들여오다가, 1996년에 주한 튀르키예 대사관과 데리야 딩겔테페 당시 주한 튀르키예 대리대사의 문제 지적에 따라 대한민국 정부에 의해 현재의 명칭인 증기탕으로 변경하였다.

## 같이 보기
- 증기탕
- 하맘